# Placidochromis boops
Placidochromis boops är en fiskart som beskrevs av Mark Hanssens 2004. Placidochromis boops ingår i släktet Placidochromis och familjen Cichlidae. Inga underarter finns listade i Catalogue of Life.